# Tren urbano Arica
El tren urbano Arica es un proyecto en etapa de estudios de prefactibilidad de un servicio de trenes de cercanías para pasajeros de la Empresa de los Ferrocarriles del Estado (EFE) en Chile. El proyecto abarca una longitud de 7 km y buscar unir a distintos sectores de la comuna de Arica en la región de Arica y Parinacota.
Utilizando infraestructura ferroviaria histórica inaugurada en 1913, en 2022 se anunció que EFE y el Gobierno Regional de Arica y Parinacota están gestionando el proyecto de tren suburbano. En mayo de 2024 se anunció el inicio del estudio de factibilidad.

## Historia

### Antecedentes
El Ferrocarril Arica-La Paz fue inaugurado en 1913 como parte de los acuerdos del Tratado de 1904 entre Chile y Bolivia. Este tren unía el puerto de Arica con la capital boliviana, que durante el siglo XX se convirtió en un relevante medio de conectividad y comercio para ambos países. Durante décadas, el ferrocarril transportó pasajeros y mercancías, desempeñando un papel crucial en la economía de Chile y Bolivia.
Sin embargo, con el paso del tiempo, la disminución de su uso debido al auge del transporte por carretera y la falta de mantenimiento llevaron a su declive. Finalmente, en 2005, el servicio regular fue clausurado, marcando el fin de esta línea ferroviaria. En 2016 luego de obras de reparación se reactiva el tramo ferroviario dentro del territorio chileno. El 21 de febrero de 2017 se inauguraron los servicios de trenes turísticos que conectan Arica con Poconchile.

### Proyecto Tren Urbano de Arica
En octubre de 2022 el alcalde de Arica, Gerardo Espíndola, presentó al directorio de EFE un proyecto para un tren urbano en la comuna. La propuesta incluía 12 estaciones sobre parte del ferrocarril en la zona urbana de Arica. El presidente de EFE, Eric Martin, mostró interés en colaborar, destacando la importancia de operar la vía y su potencial impacto positivo en la región. El 12 octubre el gobernador regional, Jorge Díaz, firmó un convenio de colaboración con el presidente del directorio de EFE-Arica La Paz.
En abril de 2023 el Consejo Regional de Arica y Parinacota aprobó 416 millones de pesos para financiar el estudio de prefactibilidad del proyecto «Tren Centro-Norte» de Arica, que de acuerdo al proyecto reutilizará 6,8 km del ferrocarril Arica-La Paz y contará con cinco estaciones: Estación Arica, Diego Portales, Los Artesanos, Yerbas Buenas y Capitán Ávalos. Este estudio fue proyectado para que dure un año y medio. De ser aprobado el proyecto de construcción, se espera que la obra se complete en al menos cuatro años.
El 14 de mayo de 2024 se anunció el inicio del estudio de factibilidad para el proyecto del tren urbano de Arica; el lanzamiento se desarrolló en la Maestranza Chinchorro. Este estudio, que durará 18 meses, considera la construcción de cinco estaciones: Arica Terminal, Diego Portales, Los Artesanos, Yerbas Buenas y Capitán Ávalos. El proyecto también busca renovar la vía férrea y la construcción de nuevos cruces vehiculares. Se considera que el proyecto beneficiará a 202 000 personas en la región.

## Características
El proyecto del Tren Urbano de Arica, impulsado por la Empresa de los Ferrocarriles del Estado (EFE), busca conectar el centro de la ciudad de Arica con su zona norte. Este plan contempla la reutilización de un tramo de 6,8 kilómetros de la vía férrea del histórico Ferrocarril Arica-La Paz.
El trazado propuesto incluye cinco estaciones: la Estación Arica, frente a la costanera; Diego Portales, cercana al Mall Plaza Arica; Los Artesanos, en Pedro Blanquier; Yerbas Buenas, en Robinson Rojas Oriente; y Capitán Ávalos, en Los Andes. Estas estaciones permitirán completar el recorrido en aproximadamente 8 minutos.
Para operar este sistema, se plantea adquirir dos trenes diésel y se debieran construir talleres y cocheras en la Maestranza Chinchorro para su mantenimiento. Además, el proyecto incluye la renovación de la vía, que será clasificada como Clase C, permitiendo velocidades de hasta 100 km/h. Se automatizarán cinco cruces vehiculares para garantizar la seguridad vial en el trazado.
La inversión estimada asciende a 22,76 millones de dólares, y se espera que beneficie a una población cercana a 203 mil personas.